# 紀元前288年
紀元前288年（きげんぜん288ねん）は、ローマ暦の年である。
当時は、「クィントゥス・マルキウス・トレムルスとプブリウス・コルネリウス・アルウィナが共和政ローマ執政官に就任した年」として知られていた（もしくは、それほど使われてはいないが、ローマ建国紀元466年）。紀年法として西暦（キリスト紀元）がヨーロッパで広く普及した中世時代初期以降、この年は紀元前288年と表記されるのが一般的となった。

## 他の紀年法
- 干支 : 癸酉
- 日本
  - 皇紀373年
  - 孝霊天皇3年
- 中国
  - 周 - 赧王27年
  - 秦 - 昭襄王19年
  - 楚 - 頃襄王11年
  - 斉 - 湣王13年
  - 燕 - 昭王24年
  - 趙 - 恵文王11年
  - 魏 - 昭王8年
  - 韓 - 釐王8年
- 朝鮮
  - 檀紀2046年
- ベトナム :
- 仏滅紀元 : 257年
- ユダヤ暦 :

## できごと

### エジプト
- セレウコス1世、プトレマイオス1世、リュシマコスが、デメトリオス1世の小アジア侵攻を阻止するために同盟を結んだ後、デメトリオス1世は、リュシマコスとピュロスの連合軍による攻撃を受けた。プトレマイオス1世の軍はギリシアに現れ、街の反乱を煽った。
- アテナイは反乱を起こし、デメトリオス1世は街を包囲した。ピュロスは、プトレマイオス1世の軍の支援を受けて、テッサリアとマケドニア王国の西半分を占領し、アテナイをデメトリオス1世による包囲から解放した。
- エジプト軍がアテナイのマケドニア王国による支配からの解放に参加した後、プトレマイオス1世は、エーゲ海のほとんどの島が参加する島同盟の保護権を手に入れた。続く数十年間の地中海におけるエジプト海軍の優位性は、この同盟によりもたらされた。

### シチリア
- アガトクレスの死後、解雇された彼の傭兵の一部は、シチリア島北東部のメッシーナを攻撃し、マメルティニと自称する組織を結成した。この街は、彼らがシチリア島の地方に反乱を起こしに行くための基地となった。

### スリランカ
- ゴータマ・ブッダの菩提樹として知られるインドボダイジュがスリランカのアヌラーダプラに植えられた。これは、日付の判明した現存する最古の植樹記録である。

### 中国
- 10月、秦の昭襄王が西帝と称し、斉の湣王に使者を送って東帝として立て、共同で趙を攻撃した。湣王は蘇代の意見を聞き入れて、帝と称するのをやめた。12月、昭襄王も称帝をやめて再び王を称した。
- 秦が趙を攻撃し、杜陽を陥落させた。